# Severiano Mário Porto
Pour les articles homonymes, voir Porto (homonymie).
Severiano Mário Vieira de Magalhães Porto (Uberlândia, 19 février 1930, Niterói, 10 décembre 2020) était un architecte brésilien. Surnommé « l'architecte de la forêt » ou « l'architecte de l'Amazonie », il a été chargé de concevoir un modèle unique d'architecture amazonienne et durable, qui allie les techniques développées par les ribeirinhos et les caboclos aux créations architecturales les plus modernes et les plus innovantes.

## Décès
Il meurt le 10 décembre 2020, victime de la Covid-19.

## Construction

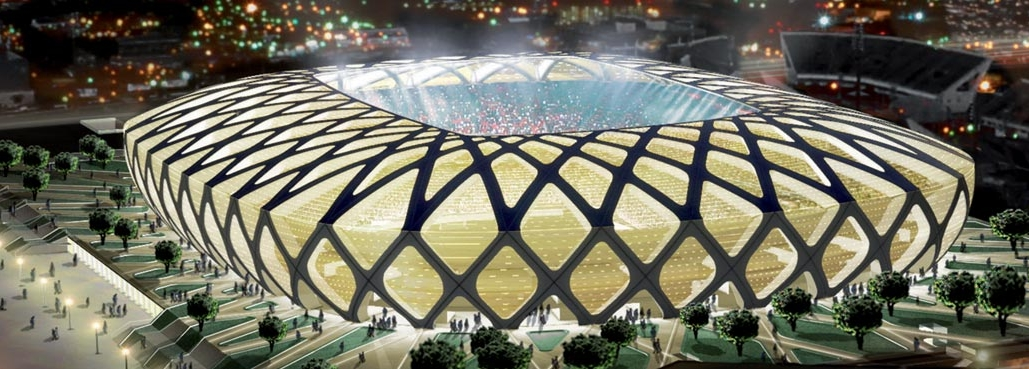
Le stade Vivaldo Lima, à Manaus.

Parmi ses principales œuvres figurent :
- 1965 - Stade Vivaldo Lima, Manaus
- 1967 - Restaurant du Chapeau de Paille (démoli)
- 1969 - Des bâtiments comme le siège de Petrobras
- 1971 - Siège de la zone franche de Manaus Suframa, Manaus
- 1971 - Résidence d'Architecte, Manaus
- 1973 - Campus de l'Université de l'Amazonie (UFAM)
- 1977 - École de musique Sesi et Club des travailleurs, à Fortaleza
- 1978 - Résidence Robert Schuster, Tarumã, Manaus
- 1983 - Centre de protection de l'environnement de Balbina, Presidente Figueiredo
- 1979 - Pousada dos Guanavenas, Ilha de Silves
- 1992 - Parc d'urbanisation Ponta Negra, Manaus
- 1994 - Siège d'Aldeia Infantil SOS (ONG liée à l' UNESCO)
- Siège du Tribunal régional du travail (TRT)
- Siège du Forum de justice Henoch Reis
- Campus Unama, Belém
- École en bois préfabriqué Elizabete Rodrigues de Campos